# Amanitopsis
Amanitopsis Roze, 1876 è un genere della famiglia delle amanitaceae. È molto simile al genere Amanita ma è privo dell'anello, ha la volva
inguainante, manca delle evidenti screziature del gambo ed ha delle sottili
striature radiali al bordo del cappello.

## Tassonomia
La classificazione tassonomica di Amanitopsis è oggetto di discussione. Nonostante spesso appaia nella nomenclatura binomiale di alcune specie di funghi, Amanitopsis viene da alcuni considerato come un sottogenere del genere Amanita, se non sinonimo di quest'ultimo.